# Échangeur de la porte d'Auteuil
L'échangeur de la porte d'Auteuil est un échangeur autoroutier situé sur le boulevard périphérique de Paris, en France.

## Histoire
Les travaux de la porte de Saint-Cloud à la porte Molitor, dont fait partie l'échangeur, ont été terminés en janvier 1971.

## Descriptif
L'échangeur de la porte d'Auteuil est un échangeur à deux niveaux permettant les échanges du boulevard périphérique avec l'autoroute de l'Ouest et la voirie locale. Deux groupes de bretelles permettent au nord le raccordement de l'autoroute en entrée sur le périphérique intérieur et en sortie sur le périphérique extérieur et au sud en entrée sur le périphérique extérieur et en sortie sur le périphérique intérieur. Les échanges de la voirie locale avec l'autoroute ou le boulevard périphérique sont réalisés grâce à des bretelles se raccordant sur l'avenue de la porte d'Auteuil. L'échangeur présente la particularité d'un passage du périphérique en souterrain sous les serres de la porte d'Auteuil.

Échangeur de la porte d'Auteuil.